# Джухили, Ахед
Ахед Джухили (араб. عهد جغيلي‎; род. 10 октября 1984) — сирийский тяжелоатлет, победитель и призёр Средиземноморских игр, участник двух Олимпиад.

## Карьера
Дебютировал на соревнованиях высшего уровня в 2003 году на чемпионате мира в Ванкувере. Там он занял 20-е место с итоговым суммарным результатом в 365 кг.
В 2005 году на Средиземноморских играх в испанской Альмерии Джухили завоевал бронзу в рывке и серебро в толчке (в рамках Средиземноморских игр медали разыгрываются отдельно в обоих видах тяжелоатлетического двоеборья). На Азиатских играх 2006 года он стал победителем, подняв суммарный вес в 392 кг.
В 2007 году на мировом первенстве сириец занял девятое место, а через гор впервые выступил на Олимпиаде, где с результатом 386 кг занял 12-е место.
На средиземноморских играх в Пескаре Джухили завоевал золотые медали как в рывке, так и в толчке.
В 2011 года сириец стал вице-чемпионом Азии в своём весе, подняв 397 кг, а через год на Олимпиаде в Лондоне занял шестое место с результатом 398 кг (180 кг + 218 кг).